# Emanuil Bakopulos
Emanuil (Manolis) Bakopulos, gr. Εμμανουήλ (Μανώλης) Μπακόπουλος (ur. 3 października 1942 w Salonikach, zm. 23 września 2017) – grecki polityk, inżynier i menedżer, parlamentarzysta krajowy, od 1999 do 2004 poseł do Parlamentu Europejskiego.

## Życiorys
Z wykształcenia inżynier. W latach 80. był wiceprezesem i dyrektorem generalnym przedsiębiorstwa wodociągów i kanalizacji, a także członkiem zarządu greckiej kompanii lotniczej HAI. Został członkiem władz krajowych i rzecznikiem Demokratycznego Ruchu Społecznego (DIKKI).
W wyborach w 1999 uzyskał mandat posła do Parlamentu Europejskiego V kadencji. Przystąpił do grupy Zjednoczonej Lewicy Europejskiej i Nordyckiej Zielonej Lewicy, pracował m.in. w Komisji Polityki Regionalnej, Transportu i Turystyki. W PE zasiadał do 2004.